# Уральський франк

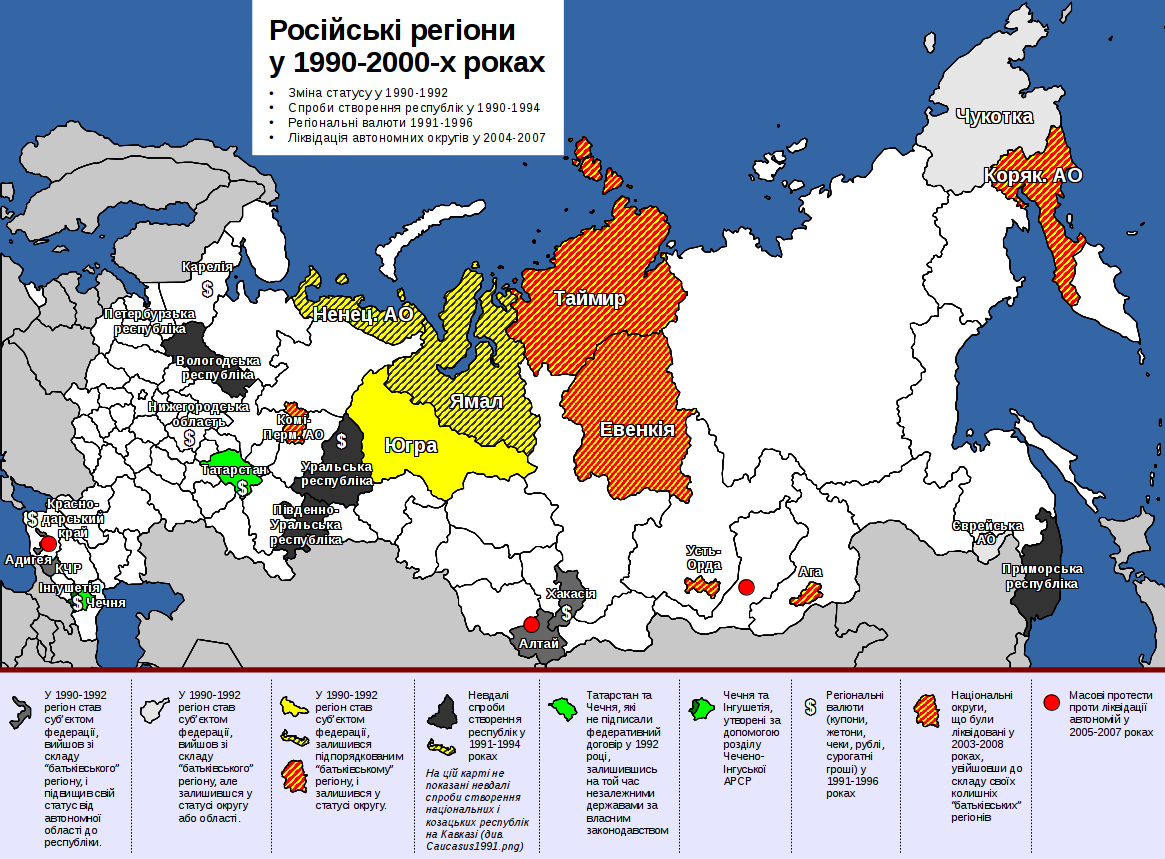
Уральський франк на карті регіональних валют Росії

Уральські франки — товарно-розрахункові чеки товариства «Уральський ринок». Були надруковані в 1991 році з ініціативи групи молодих підприємців і громадських діячів під керівництвом уральського бізнесмена і політика Антона Бакова. Причинами випуску банкнот була економічна доцільність у час кризи, захоплення ідеєю приватних грошей під впливом економістів Фрідріха Гайєка і Віталія Найшуля, а також натхнення від надприбутків у початківців-капіталістів. Побічно переслідувалася і мета розповсюдження ідеї Уральської Республіки.

## Назва
Найменування «Уральський франк» було вибрано за аналогією зі швейцарським франком, як своєрідним символом стабільності та надійності.

## Історія

1000 франків. Лицева сторона — П. І. Чайковський

1000 франків. Зворотна сторона — дім-музей Чайковського в Воткінську

### Причини появи
1991 — рік розпаду СРСР і великих політичних та економічних потрясінь в Росії. У період складного розвитку держави, коли виникли серйозні протиріччя між колишньою планово-розподільчою системою виробництва і першим етапом лібералізації цін, який супроводжувався дефіцитом товарів і кризою готівки, через неготовність уряду до інфляції, Уральська Республіка опинилася у вкрай важкому становищі, так як вироблена нею продукція в основному призначалася для потреб держави і не користувалася попитом всередині країни. Група незалежних експертів запропонувала змінити ситуацію через зміну форм відносин між суб'єктами економіки за допомогою введення в обіг нової розрахункової одиниці — «уральського франка», застосовуваного паралельно з рублем і не суперечило чинному законодавству.
Ідея уральського франка знайшла підтримку російського керівництва: Було отримано лист про доцільність уральських грошей за підписом прем'єр-міністра Гайдара, не стали чинити перешкод Мінфін і Держбанк Росії.

### Друк і заборона банкнот
Товарно-розрахункові чеки «уральські франки» були виготовлені в 1991 році за ескізами архітектора Софії Демидової на Пермській друкованій фабриці «Гознак» на замовлення єкатеринбурзького підприємства ТОО «Уральський ринок» і відповідно до листа-дозволом державного виробничого об'єднання виробництва державних знаків Міністерства фінансів СРСР від 04.09.91 р № 01/2а-106. Віддруковано було 1930000 штук номіналами 1, 5, 10, 20, 50, 100, 500 і 1000 «уральських франків» на загальну суму в 56 млн франків. Оплату друку банкнот в сумі трохи більше 400 тисяч рублів здійснило спільне підприємство «Іст Лайн» (м. Єкатеринбург). Вартість замовлення, за твердженням Бакова, склала 20 тис. доларів США.
Надруковані бланки в лютому 1992 року були доставлені з Пермі в Єкатеринбург на військово-транспортному вертольоті і здані на зберігання до Ленінської філії Свердлсоцбанка. Незважаючи на те, що «франки» були вже віддруковані, замовники так і не зважилися на їх введення в обіг, через погрози і заборони з Москви.
У лютому 1993 року «уральські франки» за дорученням голови ради директорів А. Назарова (колишній співробітник КДБ, був убитий в березні 1993 р.) були одержані працівником ТОО «Уральський ринок».
А в грудні 1993 року була прийнята нова Конституція Росії, згідно з пунктом 1 Статті 75 якої «Грошовою одиницею в Російській Федерації є рубль. Грошова емісія здійснюється виключно Центральним банком Російської Федерації. Введення і емісія інших грошей в Російській Федерації не допускаються».

### Уральські франки у місті Сєрове
В 1997 року «уральські франки» номіналом 1, 5, 10, 20 були випущені в обіг на Серовском Металургійному заводі ім. А. К. Сєрова, де генеральним директором до того часу був Антон Баков. Ними можна було розплачуватися в заводських магазинах, їдальнях і буфетах. У розпорядженні дирекції виявилося більше половини тиражу — 1 мільйон штук, доля інших 930 тисяч штук невідома.
Спочатку в обіг були випущені «чисті» банкноти, а потім, коли цим фактом зацікавилася органи прокуратури, — частина тиражу була промаркована відповідними надпечатками: «Талони на харчування». Причому низка перереєстрацій навколо металургійного заводу, безпосередньо пов'язана з мінімізацією оподаткування, відбилася і на купюрах: на них проставлялися відбитки печаток і самого підприємства, і муніципальної установи «Техноград Північний», і муніципального освіти «Верхотурський повіт». Дані «талони на харчування» приймалися в заводських їдальнях і магазинах з розрахунку 7000 рублів (до деномінації) за купюру будь-якого номіналу. Після деномінації, з урахуванням інфляційних процесів, вартість талон ів індексувалася до 10 і 12 рублів. Потім на купюрах з'явилися відбитки печаток окремих цехів заводу (наприклад, «сортопрокатний», «великосортний», «автотранспортний» тощо).
У 2000 році Баків був вигнаний із заводу, і нова адміністрація підприємства 2 листопада 2000 скасувала ходіння «франків» на заводі.
Відомо, що понад 500 тисяч штук «уральських франків» були вилучені і перебували на зберіганні в прокуратурі міста Сєрова.

## Підробки
Достовірність «уральських франків» з печатками ГМП «Мінор» Всеросійського товариства інвалідів (м. Свердловськ) у фахівців викликає сумніви, оскільки достовірно підтвердити факт використання зазначеною громадською організацією (нині вже не існуючої) будь-яких грошових сурогатів виявилося не можливим.
«Уральські франки», які використовувалися як талонів на харчування, мали номінали 1, 5, 10, 20 і 50 «франків». Таким чином, поява банкнот вищих номіналів із відповідними надпечатками (або цілого комплекту з 8 купюр в пресовому стані) може свідчити про їх «кустарне» походження. Хоча й банкноти — справжні, і печатки, швидше за все, — справжні.
Також існують «уральські франки» з печаткою «Клубу колекціонерів м. Єкатеринбурга», які слід розглядати лише як гарний сувенір.

## Опис бон

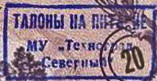
Один із видів надпечаток, які робилися на уральських франках на Металургійному заводі імені А. К. Сєрова для використання їх як талони на харчування

По виду й оформленню уральські франки являють собою високохудожні твори поліграфічного мистецтва, з дев'ятьма ступенями захисту від підроблення, що характерно для цінних паперів високої вартості. Були віддруковані купюри номіналом в 1, 5, 10, 20, 50, 100, 500 і 1000 уральських франків.
На лицьовій стороні банкнот зображені відомі державні діячі, письменники і художники Уралу, на зворотному — найбільш значні уральські архітектурні пам'ятки. Під назвою емітента «Товариство Уральський ринок» вміщено найменування бони - Товарно-розрахунковий чек і умови його звернення:  Передача, продаж, обмін чеків здійснюється через товариство. Гарантується товарне забезпечення на зазначену суму. На грошах ліворуч стоїть підпис голови правління А.Назарова. Праворуч — підпис скарбника Пономарьова.
| Зображення | Зображення | Номінал      | Розмір    | Лицева сторона | Зворотній бік                             | Дата друку |
| ---------- | ---------- | ------------ | --------- | -------------- | ----------------------------------------- | ---------- |
|            |            | 1 франк      | 80×145 mm | Ібак           | Тюмень, комерційне училище                | 1991       |
|            |            | 5 франків    | 80×145 mm | Демидов        | Нев'янськ, вежа                           | 1991       |
|            |            | 10 франків   | 80×145 mm | Аносов         | Златоуст, арсенал                         | 1991       |
|            |            | 20 франків   | 80×145 mm | Мамін-Сибіряк  | Єкатеринбург, Будинок Іпатьєва            | 1991       |
|            |            | 50 франків   | 80×145 mm | Нестеров       | Уфа, пам'ятник архітектури (XIX сторіччя) | 1991       |
|            |            | 100 франків  | 80×145 mm | Менделєєв      | Тобольськ, Кремль                         | 1991       |
|            |            | 500 франків  | 80×145 mm | Дягілєв        | Перм, дім Дягілєва                        | 1991       |
|            |            | 1000 франків | 80×145 mm | Чайковський    | Воткінськ, дім-музей П. И. Чайковського   | 1991       |